# Heilig-Kreuz-Kirche (Barenburg)

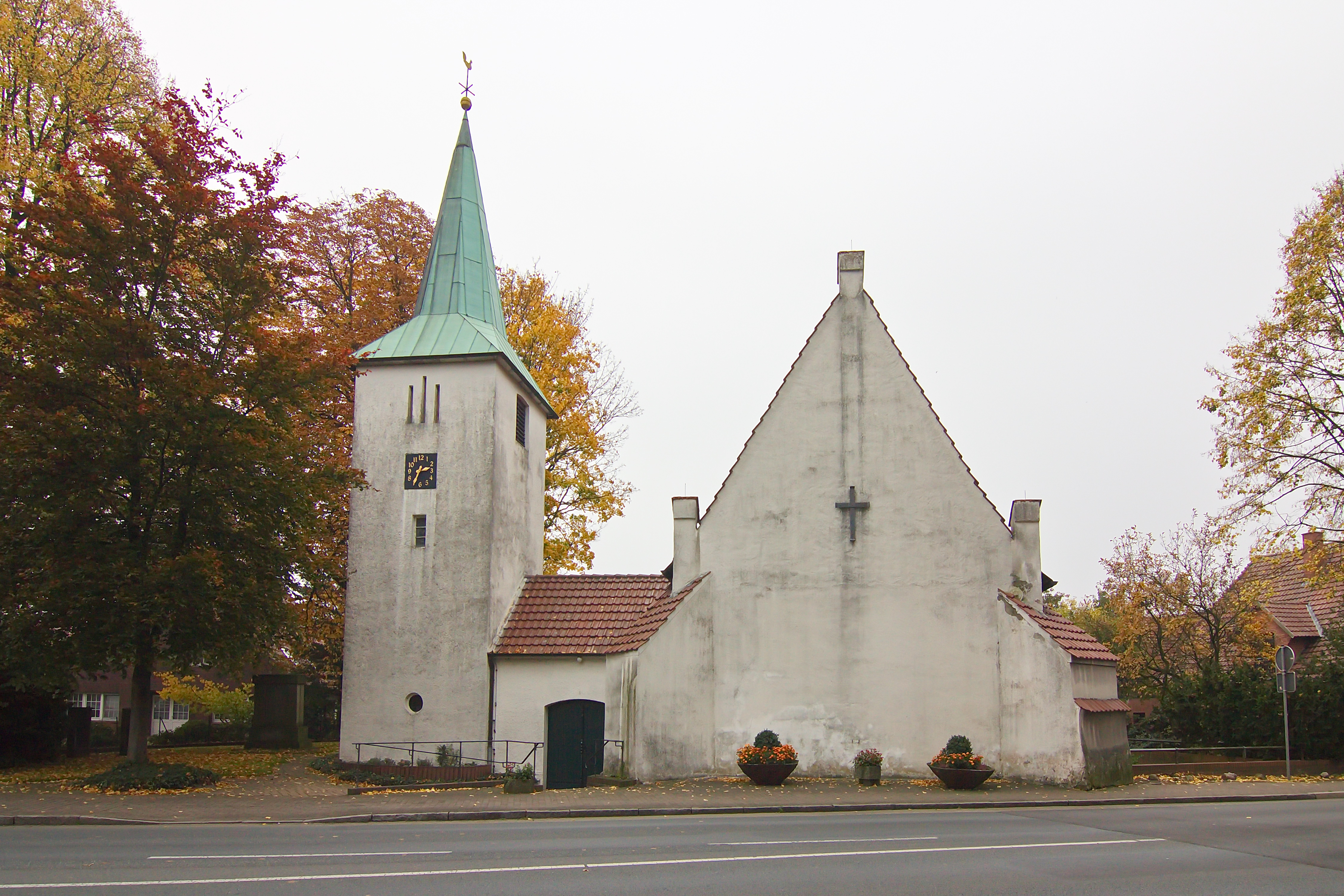
Dorfkirche Barenburg

Die Hl.-Kreuz-Kirche in Barenburg im Landkreis Diepholz gehört zum Kirchenkreis Grafschaft Diepholz in der Evangelisch-lutherischen Landeskirche Hannovers. Sie wurde laut örtlicher Überlieferung auf den Mauern einer Kapelle errichtet, die um 1200 der Graf von Hoya über einer heilkräftigen Quelle bauen ließ.

## Geschichte und Baubeschreibung
Die beiden westlichen Joche der hochmittelalterlichen Saalkirche mit geradem Chorabschluss entstammen der ersten Hälfte des 13. Jahrhunderts, die beiden Chorjoche wahrscheinlich vom Ende des 14. Jahrhunderts. Die Kreuzrippengewölbe wurden wohl im späten 14. oder im 15. Jahrhundert eingezogen. Die Gewölbe wurden in der zweiten Hälfte des 15. Jahrhunderts, bzw. um 1500 bemalt. Etwa 1734–49 wurde die Kirche von Stützpfeilern umstellt. 1952 wurde der hölzerne Turm wegen der Verbreiterung der Bundesstraße durch den neuen steinernen Turm ersetzt. Bis 1968 diente das Untergeschoss des Turms als Leichenhalle.

## Ausstattung
Im Chor steht ein lutherischer Barockaltar aus der Zeit um 1730. Er ist mit den für lutherische Altäre üblichen Bildern geschmückt: Die Predella zeigt das letzte Abendmahl, das mittlere Bild die Kreuzigung Jesu und darüber ist die Auferstehung dargestellt. Den Abschluss bildet eine Sonne mit Strahlen.
Am Kanzelkorb der barocken Kanzel von 1668 sind die vier Evangelisten abgebildet. Am oberen Rand liest man die Inschrift Verbum Domini manet in aeternum – Das Wort Gottes bleibt in Ewigkeit, beides ein Hinweis darauf, dass auf der Kanzel „sola scriptura“ gilt; dies meint: Auf der Kanzel nur die Heilige Schrift auszulegen ist. Der Schalldeckel ist schlicht und hat keinen figürlichen Schmuck. Unter „Verbum Dominik“ sind die Namen der Stifte: Jobst von Weihe und Catharina von der Hude in Gold-Lettern verewigt.
Der kelchförmige Taufstein von 1484 trägt das Wappen der Grafen von Hoya. Der Schaft ist jünger. Die lateinische Inschrift lautet ins Deutsche übersetzt: „Tausend vierhundert achtundfünfzig Jahre hat mich Johann von Hoya aus seinen Gütern errichten lassen. Er hat sein Territorium ebenso glücklich regiert, wie er ein fähiger Haudegen war.“
Den Kronleuchter aus Messing stiftete 1698 Anna Decker.
Die Kirche besticht durch ihre Gewölbemalerei. Diese wurde 1897/98 entdeckt, von R. Herkenhoff freigelegt und nach den damals gültigen Vorstellungen restauriert bzw. anhand von gefundenen Resten neu gemalt. Im Jahr 1972 erfolgten Ausbesserungsarbeiten.
Über dem Altarretabel ist Christus als Weltenrichter zu sehen, umgeben von zwei Posaune blasenden Engeln und Maria und Johannes der Täufer als Fürbitter bei Gott. Rechts vom Weltenrichter erblickt man den Himmel in Form einer Kirche sowie Petrus innerhalb der Himmelstür. Davor wartet eine Gruppe von nackten Auserwählten. Hinter ihnen steht der Erzengel Michael, der in seiner Rechten über seinem Kopf das Schwert der Gerechtigkeit schwingt. Vermutlich ist die Seelenwaage in seiner Linken verloren gegangen, die in der nahen Kirche zu Scholen noch zu sehen ist. Zur Linken des Weltenrichters ist die Hölle entweder in nachreformatorischer Zeit ausgekratzt oder von den Restauratoren bzw. Pastoren war Ende des 19. Jahrhunderts als zu grausam oder zu „papistisch“ entfernt worden. Jedenfalls fehlt sie in Barenburg. Vermutlich glaubte man, kein Barenburger habe die Hölle verdient. Darauf weist unter Umständen der Engel hin, der die Hölle ersetzte, denn er hält eine Lilie in seiner Rechten, das Symbol der Reinheit.
Gegenüber ist die Mondsichelmadonna dargestellt, umgeben von Engeln, die einige arma Christi wie die Geißelsäule, die Rute, die Dornenkrone, die drei Nägel, das Kreuz, die Lanze und den Ysopstengel in Händen halten.
Im nächsten Gewölbe sind aus der Genesis die Erschaffung der Eva aus der Rippe des Adam, die Vermählung beider durch Gottvater, der Sündenfall und die Vertreibung aus dem Paradies dargestellt, und ihnen gegenüber als Antithese die Verkündigung, der Besuch Marias bei ihrer Base Elisabet, die Anbetung der Dreikönige und die Flucht nach Ägypten. Alle Darstellungen sind von zahlreichen Ranken und Blumen gerahmt.
Eine Besonderheit bietet die Darstellung des Sündenfalls, denn hier bietet die Schlange – entgegen dem biblischen Bericht – Eva und Adam je einen Apfel an. Vermutlich geht diese – wohl einmalige – Darstellung nicht auf die Malereien aus der Zeit um 1500 zurück, sondern  eher auf die Restaurierung durch R. Herkenhoff um 1898.
Das Gewölbe vor der Orgelbühne wurde 1901 mit ornamentalen Ranken und 1952 zusätzlich mit Darstellungen geschmückt. Im mittleren Gewölbezwickel steht Jesus mit ausgebreiteten Armen neben sich den Spruch: „Und niemand wird sie mir aus meiner Hand reissen“ (Joh. 10,28). Im südlichen Gewölbeviertel findet sich St. Stephanus im Diakonengewand mit zum Himmel erhobenen Armen, von Steinen umgeben, der Himmel über ihn offen. Das Schriftband verkündet seine Worte: „Ich sehe den Himmel offen.“ Im südlichen Gewölbeviertel ist die Bekehrung des Saulus vor der Stadtmauer von Damaskus dargestellt. Auf dem Schriftband, das ihn umflattert, liest man: „Saul, weshalb verfolgst Du mich?“ Über dem Orgelprospekt fliegen zwei Engel. Der eine hält eine Krone in der Hand. Beide halten ein Schriftband in Händen, auf dem aus der Offenbarung 2,10b zitiert wird: „So will ich Dir die Krone des Lebens geben.“
Ob die Wände auch bemalt waren, ist nicht klar. 1861 wurden die Fenster und Türen vergrößert und etwaige noch vorhandene Malereien somit vermutlich zerstört.
Da die Malerei in Barenburg ist denen in den Kirchen zu Scholen und Schwaförden ähnlich, stammen wohl aus derselben Werkstatt, bzw. von denselben Wandermönchen.